# Tim Westwood
Pour les articles homonymes, voir Westwood.
 (juin 2019).

Tim Westwood (né le 3 octobre 1957 à Lowestoft dans le Suffolk) est un DJ de rap et présentateur de l'émission Pimp my ride - BRITISH, diffusée sur MTV.